# Авиационный тренажёр

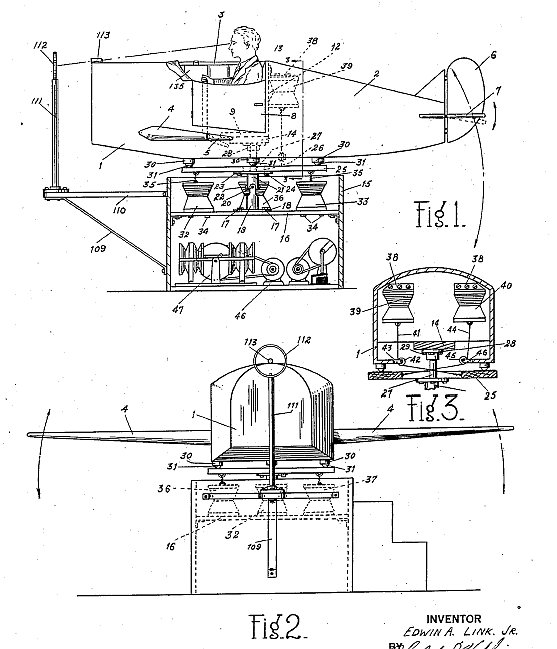
Первый тренажёр от Link Trainer 1930 год

Авиационный (пилотажный) тренажёр — симулятор полёта, предназначенный для наземной подготовки пилотов. В авиационном тренажёре имитируется, посредством аппаратно-программного комплекса, динамика полёта и работа систем воздушного судна (ВС) с помощью специальных моделей, реализованных в программном обеспечении вычислительного комплекса тренажёра.

## Подготовка пилотов
Подготовка пилотов на авиационном тренажёре — один из важнейших элементов обеспечения безопасной эксплуатации ВС. Она позволяет минимизировать негативное влияние т. н. человеческого фактора, то есть позволяет свести к минимуму возможность ошибочных действий экипажа ВС. Актуальность тренажёрной подготовки имеет устойчивую тенденцию к росту в связи с тем, что человеческий фактор продолжает оставаться основной причиной авиационных происшествий.
Кроме этого, бурный рост вычислительных мощностей ЭВМ позволил довести современные авиационные тренажёры до такого уровня развития, что подготовка пилотов на тренажёрах стала более эффективной, чем подготовка на реальном ВС. Такая эффективность авиационных тренажёров обусловлена их возможностями к обеспечению высокой интенсивности подготовки. Так, если в реальном полёте экипаж вынужден уделять значительное время выполнению рутинных операций, не связанных с выполнением конкретных задач обучения, например, выполнению длительных «полёта по коробочке», набора высоты, полёта в зону и т. д., то на тренажёре специальное программное обеспечение позволяет мгновенно менять условия полёта, погоду, географическое положение, останавливать выполнение задания для разбора и повтора и т. д. Также на тренажёре можно без ограничений выполнять отработку действий в нештатных ситуациях, некоторые из которых либо опасны для отработки в реальном полёте, либо вообще их отработка в реальном полёте запрещена. Кроме этого, подготовка пилотов на авиатренажёрах выгодна с экономической точки зрения (несмотря на высокую стоимость современных тренажёров, приближающуюся к стоимости самого ВС).
Несмотря на то, что необходимость тренажёрной подготовки общепризнана, она несет потенциальную опасность, связанную с возможностью привития ложных навыков из-за недостаточной адекватности моделей ВС. Примером привития ложного навыка на тренажёре, приведшего к авиакатастрофе, является катастрофа лайнера A300 в Нью-Йорке. Как показало расследование этой катастрофы,
пилот этой авиакомпании демонстрировал на тренажёре энергичную работу педалями руля направления, что привело в реальном полёте при попадании в зону турбулентности к раскачке самолёта по рысканию с последующим отделением вертикального оперения от фюзеляжа. При этом подобные действия на тренажёре не приводили к выходу самолёта за пределы эксплуатационных ограничений.
Для исключения возможности привития ложных навыков в мировой практике на протяжении нескольких последних десятилетий отработаны специальные подробные стандарты, регулирующие процесс создания и квалификационных испытаний тренажёров. Сейчас тренажёры, сертифицированные по самому высокому уровню международных стандартов (Level D по JAR-FSTD или Level VII по ICAO 9625), имеют такую высокую степень имитации реального полёта, что позволяют выпускать правых пилотов по завершении курса тренажёрной переподготовки на новый тип ВС сразу в коммерческий полёт без выполнения вывозной программы на ВС.
Современные авиатренажёры находят также применение в исследовательских целях, например, для отработки действий экипажа при выходе за пределы эксплуатационных ограничений (выход на большие углы атаки, выход из сложных пространственных положений и т. п.).
В военной авиации авиационные тренажёры представляют особую ценность, так как они позволяют практически без ограничений имитировать реальную боевую обстановку, которую очень трудно сымитировать в мирное время в ходе учений.
Считается, что для нормального процесса подготовки пилотов требуется не менее одного авиационного тренажёра на 20 воздушных судов. Однако, в настоящее время в России работает всего около десяти современных тренажёров.
Поэтому, в связи с резким увеличением аварийности в российской авиации
из-за недостаточной подготовленности экипажей, Росавиация предприняла попытку улучшить ситуацию, закупив ряд авиационных тренажёров.

## Классификация
Авиационные тренажёры можно разделить на три основные группы:
- Тактические тренажёры (Full Mission Simulator)
- Комплексные тренажёры (Full flight simulator)
- Процедурные тренажёры (Maintenance and Flight Training Device)

В современной практике подготовки пилотов гражданской авиации наибольшее распространение получили комплексные и процедурные тренажёры.
В военной авиации используются т.н. технические средства обучения (ТСО) — комплексные, пилотажные и специализированные (процедурные) авиационные тренажеры летных экипажей, обеспечивающие приобретение летными экипажами специальных знаний и формирование (поддержание) у них навыков и умений по технике пилотирования, самолетовождению, боевому применению имитируемой авиационной техники (АТ), действиям в особых ситуациях, а также контроль уровня приобретенных навыков и умений. К ТСО относятся также и другие технические средства, обеспечивающие приобретение специальных знаний и формирование навыков и умений, необходимых для эксплуатации АТ.

## Процедурные тренажёры
Процедурные тренажёры (Maintenance and Flight Training Device) предназначены для отработки экипажем процедур подготовки и выполнения полёта.
В тренажёрах такого назначения пульты, приборы и органы управления обычно имитируются с помощью сенсорных мониторов.
Для удобства отдельные пульты и органы управления могут быть представлены в виде полноразмерных макетов. Обычно это имитаторы боковых ручек управления ВС, имитаторы пульта управления автопилотом, имитаторы лицевых панелей системы самолётовождения.
Процедурные тренажёры не предназначены для приобретения навыков пилотирования. Поэтому они обычно не оборудуются системой визуализации.

## Комплексные тренажёры

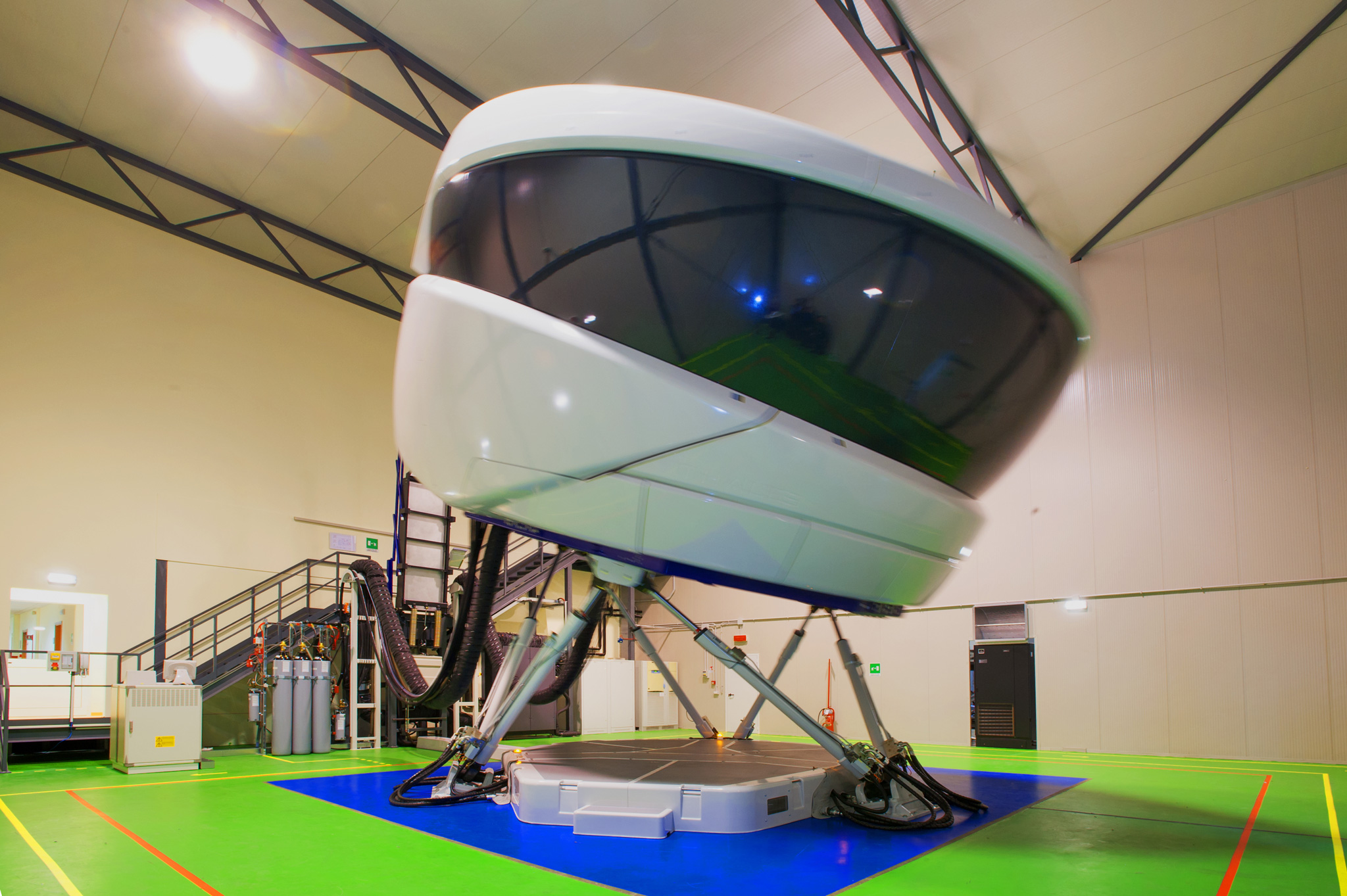
Комплексный тренажёр самолёта Сухой Суперджет-100

В соответствии с определением, данным в Федеральных авиационных правилах «Сертификация технических средств подготовки авиационного персонала», под комплексными тренажёрами (Full flight simulator) понимают авиационные тренажёры, обеспечивающие подготовку экипажей в полном объеме их функциональных обязанностей по летной эксплуатации воздушного судна конкретного типа.
Комплексные тренажёры — это тренажёры самого высокого уровня. Как правило, они имеют систему подвижности. Кабина комплексного тренажёра выполняется в виде полной реплики реальной кабины воздушного судна. На комплексные тренажёры устанавливаются передовые системы визуализации.

### Система визуализации

Угол ошибки линии визирования проекционной системы

Коллимационная оптическая система

Коллимационная система визуализации

Современные системы визуализации бывают двух типов — проекционные и коллимационные.
В системах визуализации обоих типов изображение проецируется с помощью проекторов на сферических или цилиндрических экранах. Проецирование изображения на экранах, расположенных в непосредственной близости от кабины тренажёра, приводит к тому, что линия визирования удаленных проецируемых объектов зависит от положения глаз пилотов. Угол этой ошибки — параллакс — можно оценить формулой
{\displaystyle \alpha =\mathrm {arctg} \,(D/L)} , где 

D — расстояние от головы пилота до центра настройки системы визуализации,

L — расстояние от центра настройки системы визуализации до экрана.
Так при D = 1 м и L = 3 м для показанного на рисунке случая, то есть при настройке системы визуализации на левого пилота, параллакс равен 18 градусам.
Стандарт ИКАО 9625 требует значение параллакса не более 10 градусов для каждого пилота при настройке системы визуализации на срединную точку между пилотами. Для указанного на рисунке случая при D = 0,5 м, параллакс относительно срединной точки равен 9 градусам.
Наличие параллакса — недостаток свойственный именно проекционным системам визуализации. В кабине тренажёра с проекционной системой визуализации существует только одна точка, в которой параллакс равен нулю. При проектировании системы визуализации за эту точку принимают место пилотирующего пилота. Так как в двучленном экипаже пилотирующим может быть как левый, так и правый пилот, то в этом случае в системе визуализации предусматривают две точки нулевой ошибки с возможностью переключения с одного места на другое.
Причиной параллакса является близко расположенный экран, а также свойство света рассеиваться при отражении от негладкой поверхности экрана. Но, если идущий от проекторов свет коллимировать, то есть проецировать таким образом, чтобы лучи света визуализируемого объекта были параллельны друг другу, то явление параллакса будет устранено. На этом принципе основана работа коллимационной системы визуализации. В коллимационной системе свет от проекторов пропускают через специальную оптическую систему — через экран обратной проекции на сферическое зеркало. Таким образом создается иллюзия объектов удаленных на большое расстояние.
Стоимость коллимационной системы визуализации превышает 1 млн долл, но только она позволяет отрабатывать на тренажёре навыки визуальной посадки. Коллимационные системы устанавливаются на комплексные тренажёры FFS и тренажёры FTD Level 2 (Level 2 по JAR-FSTD).
Важным элементом системы визуализации являются видеопроекторы. В современных тренажёрах применяются DLP-проекторы. В комплексных тренажёрах — более совершенные LCOS-проекторы или DLP-проекторы на светодиодах.

### Система подвижности

Шестистепенной динамический стенд

Система подвижности приводит кабину тренажёра в движение, что позволяет пилотам ощущать созданную им нормальную, продольную и боковую перегрузку и угловые ускорения по всем трем осям.
Ввиду ограниченности хода платформы имитация перегрузки выполняется только кратковременно, но это считается достаточным, так как ключевой информацией для пилота является изменение перегрузки, вызванное управлением, а не само значение перегрузки.
При разработке математического закона движения платформы тренажёра моделируемое на тренажёре уравнение движения ВС с помощью методов гармонического анализа раскладывают в ряд гармонических колебаний — гармоник. Первые гармоники — гармоники самой малой частоты вносят наибольший вклад в перемещение самолёта. При этом человек именно к этим длиннопериодическим колебаниям наименее чувствителен. Так, если медленно увеличивать перегрузку до небольших значений, то человек в положении сидя может даже не почувствовать её изменения. Высшие гармоники с ростом частоты вносят все меньший вклад в движение и они все более чувствительны для человека. Поэтому низшие гармоники подавляют, используя
фильтр верхних частот.

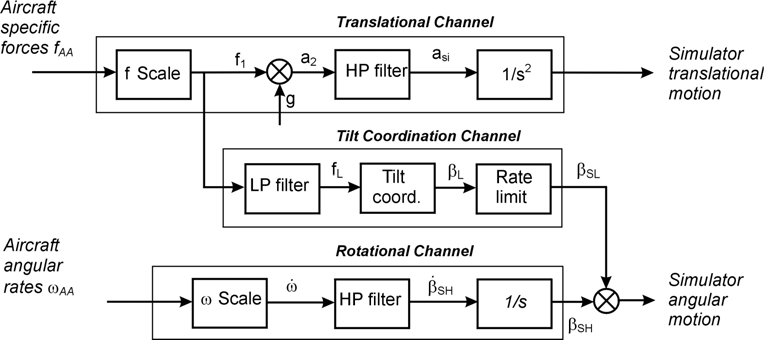
Базовая схема алгоритма управления системы подвижности

Помимо кратковременной имитации перегрузки существует также возможность и долговременной имитации перегрузки. Наиболее простым и широко используемым способом имитации длительной перегрузки является использование горизонтальной составляющей силы тяжести для имитации продольной и боковой перегрузки путём соответствующего наклона платформы. Для того, чтобы добиться этого эффекта, при формирования закона движения платформы уравнение движения ВС пропускают через фильтр нижних частот, который подавляет высшие гармоники.
Другим способом имитации долговременной перегрузки является установка кабины тренажёра на центрифуге. Однако, тренажёры на центрифуге ввиду дороговизны не получили широкого распространения и используются только в развитых странах для подготовки летчиков-истребителей и космонавтов
 (см. основную статью High-G training).

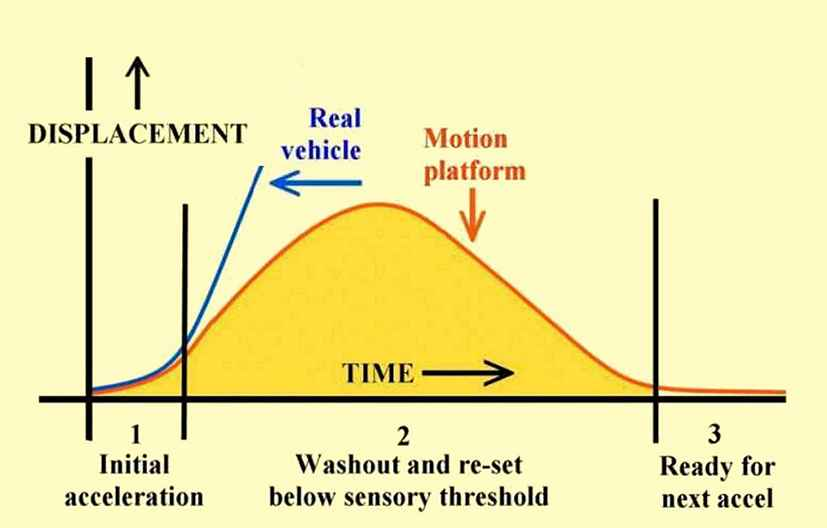
График движения платформы

Динамика движения платформы тренажёра продемонстрирована на графике. На графике видно, что система подвижности имитирует перегрузку на небольшом участке времени (меньше секунды), на котором ускорение разгона платформы достигает ускорения моделируемого ВС. Далее в связи с ограниченностью рабочего хода платформы, она тормозится и возвращается в нейтральное положение. При этом торможение и возврат платформы осуществляются с ускорением ниже порога восприятия человека.
Системы подвижности подразделяются по типу силового привода на гидравлические, электрические, электрогидравлические и электропневматические.
В практике наибольшее распространение получили гидравлические системы подвижности ввиду того, что для перемещения подвижного модуля необходимо развивать на приводе большое усилие, превышающее 10 тc. Преимуществом гидравлических систем подвижности является также самосмазка. Однако, гидравлические системы подвижности имеют высокую стоимость эксплуатации, связанную, прежде всего, с высоким энергопотреблением (порядка 100 кВт) гидронасосной станции. Также гидронасосная станция требует отдельного помещения для организации теплоотвода, шумо- и виброизоляции. Помимо этого агрегаты под давлением требуют повышенного внимания при эксплуатации.
На смену гидравлическим системам подвижности приходят электрические системы подвижности. Они потребляют в 4-5 раз меньше электроэнергии и практически бесшумны.
Однако, электрические системы подвижности заметно уступают гидравлическим системам по плавности хода, несмотря на то, что успешно проходят сертификацию по международным нормам. Это связано с тем, что электрические системы подвижности не смогли довести до уровня гидравлических систем по способности к развитию мгновенной мощности. Такое преимущество гидравлические системы продолжают иметь благодаря присутствию в их конструкции гидроаккумуляторов. В связи с этим гидравлические системы подвижности продолжают оставаться эталонами по качеству движения.
Компания L-3 Communications вышла на рынок с компромиссным решением — электрогидравлической системой подвижности,
использующей в своей основе принцип работы самолётных автономных рулевых машин (АРМ).
Силовые приводы электрогидравлической системы являются также гидравлическими, как и приводы гидравлической системы подвижности, но в электрогидравлической системе иначе организовано гидропитание приводов. Если в гидравлической системе подвижности гидропитание осуществляется централизованно от одной насосной станции, находящейся на удалении от тренажёра, то в электрогидравлической системе каждый гидропривод имеет индивидуальный гидронасос с приводом от электромотора и они располагаются непосредственно у гидроприводов. Это и ряд других технических решений позволило компании L-3 Communications осуществить «гидравлическую компенсацию веса тренажёра» , что обеспечило электрогидравлической системе преимущество электрической системы подвижности — низкое энергопотребление; при этом она обладает плавностью хода, близкой к плавности хода гидравлической системы подвижности.
Электрогидравлические системы подвижности производства L-3 Communications установлены на комплексных тренажёрах самолёта Сухой Суперджет-100.
На рынке также представлена электропневматическая система подвижности, в которой реализован принцип пневматической разгрузки червячной пары. Электропневматическая система подвижности производства MOOG
установлена на комплексном тренажёре самолёта Ан-148.

## Тактические тренажёры

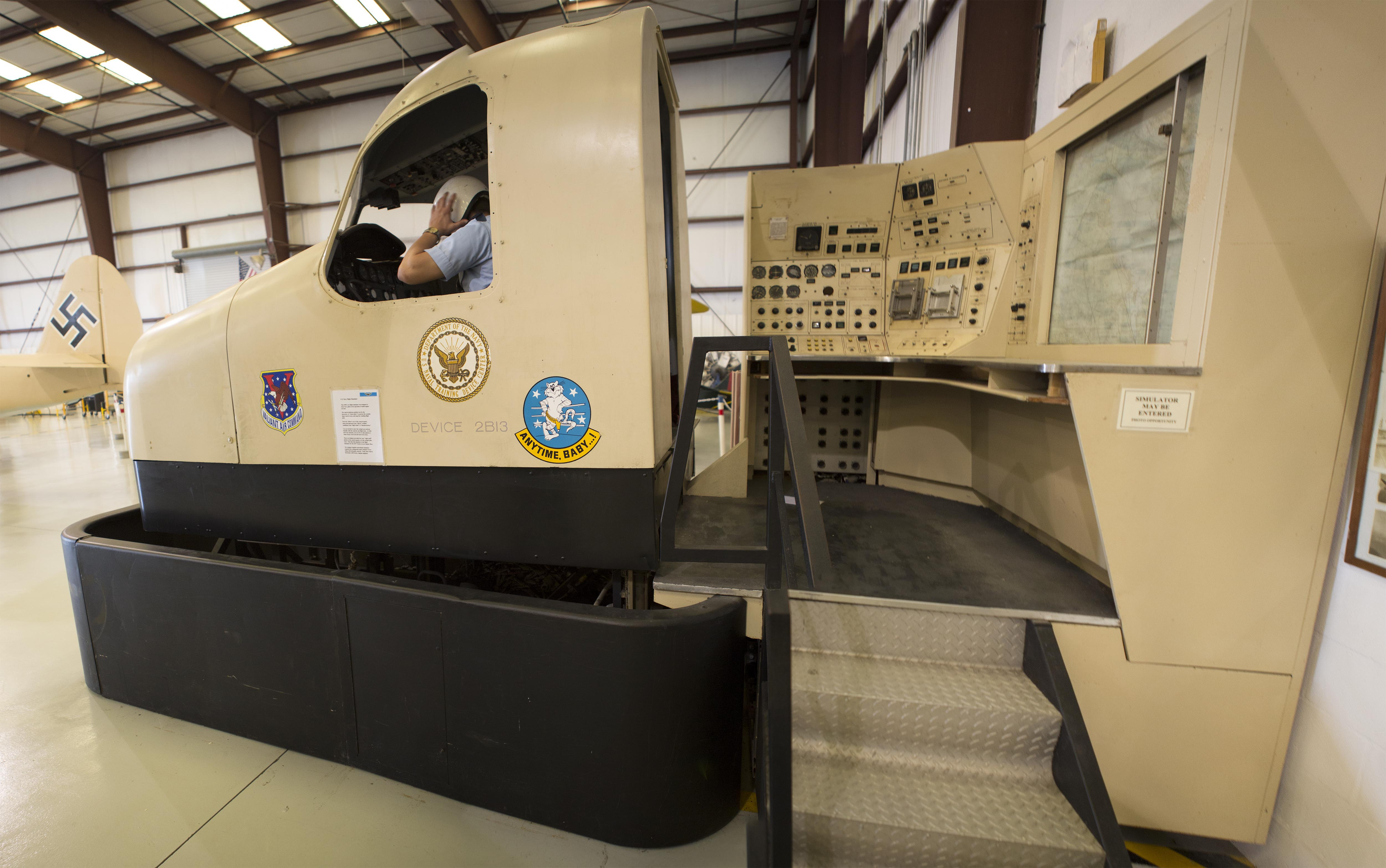
Тренажёр пилотов и членов экипажей самолётов противолодочной борьбы S-2F

Если тренажёры гражданских самолётов практически достигли потолка своего развития для современного уровня элементной базы, то тактические тренажёры (Full Mission Simulator) продолжают иметь практически неограниченные возможности для своего совершенствования. Тактические тренажёры предназначены для отработки групповых боевых действий. Они объединены в единую сеть с помощью интерфейса HLA, который позволяет объединять разнородные тренажёры — авиационные, танковые, артиллерийские и др.
Об особенностях и перспективах тактических тренажёров смотрите видеосюжет Пилотажный тренажёр (недоступная ссылка).

## Разработка и производство
В СССР/РФ ведущий разработчик технических средств обучения авиаперсонала по всем типам ЛА — Пензенское конструкторское бюро моделирования (в разное время название организации: ОКБ-163 НКАП, МАП, ГКАТ при заводе № 163, Пензенское КБ моделирования (ПКБМ), Пензенское КБ моделирующих приборов и машин МАП, М-5993, ФГУП, ОАО «ПКБМ». Почтовый адрес: 440034 г. Пенза п/я 201, «Конус»).
Разработка и производство комплексных специализированных авиационных тренажеров для всех типов ЛА. Создано: тренажеры: КТС-34 (Ан-124), КТС-32 (Ил-76), КТС-18 (Су-25), КТС-21 (МиГ-29), КТС-23 (Су-27) и др.; компьютерные системы визуализации «Альбатрос» и «Спектр».
Изготовитель серийных тренажёров — «Пензенское НПП «Эра» (Завод № 163 НКТП, НКАП, МАП, п/я 200, Пензенский приборостроительный завод МАП, Завод «Электроавтомат» МАП, Пензенское ПО «Эра» МАП, А-3808, АООТ, ОАО «Пензенское НПП «Эра»). Адрес: 440052 (440034) г. Пенза ул. Свердлова, 2 «Трос», «Конус».
Данное предприятие работает в 1935 года. С 1.03.1946 г. завод передан из 6-го ГУ в 11-е ГУ МАП. По приказу № 219сс от 18.04.1946 г. завод с 1.01.1947 г. передан из 11 ГУ в 5 ГУ. Имел наименование «п/я 200». В соответствии с ПСМ № 713-342 от 26.06.1957 г. передан в ведение Пензенского СНХ РСФСР. Далее переименован в завод «Электроавтомат», в 1972 г. – в ведении 9 ГУ МАП. Затем на базе завода как головного предприятия создано Пензенское ПО «Эра» (в 1976 г. называлось ПКО «Эра», в 1984-93 г. – Пензенское ПО «Эра»), в 1987 г. – в ведении 5 ГУ МАП. Имело наименование «п/я А-3808» (1987 г.).
В 1946 г. начато освоение производства контрольно-испытательных установок. Затем завод специализировался на изготовлении тренажеров, в т.ч. авиационных.

## Сертификация
Правом сертификации авиационных тренажёров в России обладает Минтранс в лице Росавиации и Ространснадзора. Минтранс также признает право на подготовку документов для сертификации Центром экспертизы и сертификации авиационных тренажёров Архивная копия от 27 декабря 2011 на Wayback Machine при ЦАГИ и институтом ГосНИИ ГА.
Минтранс может сертифицировать авиационные тренажёры по Федеральным авиационным правилам "Требования к тренажерным устройствам имитации полета, применяемым в целях подготовки и контроля профессиональных навыков членов летных экипажей гражданских воздушных судов", утвержденным Приказом №229 Минтранса от 12.07.2019г.
Указанные ФАПы являются в значительной степени повторением международных стандартов ИКАО 9625,
стандарта CS-FSTD(A) агентства EASA, и стандарта 14 CFR Part 60 Федерального управления гражданской авиации США.
Кроме основных стандартов, в которых представлены сертификационные требования к тренажёрам, широко используется также следующие документы:
- «Требования к данным конструкции и к данным характеристик авиационных тренажёров»[27] организации IATA. В этом документе определены требования к пакету данных по конструкции ВС, необходимые для создания современного тренажёра.
- «Справочник по оценке самолётных тренажёров» организации RAeS.[28] В этом документе представлены методики выполнения объективных тестов.

Также при разработке тренажёров применяются стандарты организации ARINC:
- ARINC 610B — Руководство по применению в тренажёрах авионического оборудования и программного обеспечения
- ARINC 436 — Руководство по разработке электронного Руководства по квалификационным испытаниям тренажёра.

Правом сертификации тренажёров обладает английское авиационное общество RAeS.
В России до сих пор не было произведено тренажёра, сертифицированного по высшему уровню международного стандарта (сертификат EASA, FAA). Первую сертификацию тренажёра, изготовленного отечественной компанией по высшему уровню международного стандарта можно будет полагать моментом выхода отечественного тренажёростроения на мировой уровень. Продвижением в этом направлении можно полагать событие, состоявшееся в феврале 2013 года, когда Европейское агентство по авиационной безопасности сертифицировало тренажёр российского самолёта Сухой Суперджет по высшей категории «D».
Эта сертификация примечательна тем, что при строительстве тренажёра российская сторона разработала матмодель (при участии ЦАГИ в части матмодели аэродинамики) и программное обеспечение (при участии ГосНИИАС) контура динамики полёта.

## Стоимость
По итогам открытого аукциона, состоявшегося в 2011 году, стоимость типичного комплексного тренажёра серийной конструкции — тренажёра самолёта А-320 высшего уровня по ИКАО — составила около 12 млн долл.
Стоимость аналогичного тренажёра российского самолёта SSJ-100 составила около 17,5 млн долл.
Это составляет почти половину каталожной стоимости натурального самолёта.